# Pangyo-dong
Pangyo-dong (koreanska: 판교동) är en stadsdel i staden Seongnam i provinsen Gyeonggi, i den nordvästra delen av Sydkorea, 23 km sydost om huvudstaden Seoul. Den ligger i stadsdistriktet Bundang-gu.